# Aphelandra prismatica
Aphelandra prismatica là một loài thực vật có hoa trong họ Ô rô. Loài này được (Vell.) Hiern mô tả khoa học đầu tiên năm 1877.